# Les Requins Marteaux
Pour l’article homonyme, voir Requin marteau.
Les Requins Marteaux est une maison d'édition de bande dessinée alternative, créée par un groupe d'auteurs de bande dessinée, originaires pour partie d'Albi. À la marge du monde de l'édition, ils revendiquent ouvertement une position indépendante ou underground. L'essentiel de leurs publications se rapporte au genre de la bande dessinée d'humour.

## Historique

### Maison d'édition
Nés à Albi, Les Requins Marteaux sont à la fois éditeurs, producteurs de films, concepteurs d'expositions et organisateurs de festivals,.
Fondé en 1991 par Guillaume Guerse, Marc Pichelin et Bernard Khattou, ce collectif à géométrie variable — actuellement[Quand ?] composé de dessinateurs, scénaristes, graphistes, comédiens, musiciens, réalisateurs, plasticiens ou mécaniciens… — est très vite rejoint par Pierre Druilhe et Moolinex. Ils vont créer et animer ensemble le journal Ferraille, qui connaît une première vie en kiosque de 1996 à 2001. En 2003, Felder, Cizo et Winshluss reprennent la direction éditoriale du titre. Celui-ci devient alors Ferraille Illustré.
Lors du Festival d'Angoulême 2009, Pinocchio de Winshluss reçoit le Fauve d'or
La collection « BD Cul », dirigée par Felder et Cizo, est inaugurée en 2010 avec Comtesse d'Aude Picault. De nombreux auteurs se prêtent au jeu de la bande dessinée érotique ou pornographie : Morgan Navarro (prix de l'audace du Festival d'Angoulême 2012 pour Teddy Beat), Hugues Micol, Nine Antico, Guillaume Bouzard, Sébastien Lumineau ou encore Ugo Bienvenu,.
En 2011 les Requins Marteaux s'installent à la Fabrique Pola à Bordeaux.
En 2014 parait le premier numéro de la revue coéditée avec Cornélius, appelée alternativement Franky (et Nicole) et Nicole (et Franky) chez Cornélius en hiver. Franky s'arrête au bout de trois numéros en 2015, alors que Nicole paraît deux fois par an jusqu'en février 2022.

### En dehors du livre
Winshluss va — avec son collègue Cizo — contribuer à émanciper l'esprit « Ferraille » du support livre pour le transposer sous forme de courts métrages d'animation comme Raging Blues (2003), O' boy, What nice legs ! (2002) et Hollywood superstars avec Mr Ferraille (2002), ainsi que les films en prises de vues réelles tels que Entre 4 planches (2008) et Villemolle 81 (2009).
Les Requins Marteaux sont également à l'origine des expositions itinérantes consacrées au « Supermarché Ferraille » (2002) et au « Musée Ferraille » (2003).
En 2009, l'exposition « Il était une fois l'huile » est programmée au Lieu unique à Nantes. Elle présente pour la première fois les dessous de l'empire Méroll et montre une partie de la collection d'art de son fondateur, Édouard-Michel Méroll. Ce dernier confie aux Requins Marteaux le soin d'organiser en collaboration avec la galerie Arts Factory les festivités célébrant les 20 ans de la « FMAC », la Fondation Méroll pour l'art contemporain.
Pour leurs trente ans, en 2012, les Requins Marteaux créent l'exposition « Même pas mort », inspirée par les fêtes mexicaines et l'univers de Posada. De très nombreux artistes y participent, parmi lesquels Gilles Barbier, Pakito Bolino, Guillaume Bouzard, Brecht Evens, Jochen Gerner, Émilie Gleason, Antoine Marchalot, Jean-Christophe Menu, ou encore Chloé Wary. Elle est créée à la Fabrique Pola puis à Aix-en-Provence.

## Distinctions
- 2009 : prix du meilleur album du festival d'Angoulême pour Pinocchio de Winshluss
- 2010 :  Prix Max et Moritz de la meilleure publication de bande dessinée importée pour Pinocchio de Winshluss[5]
- 2012 : prix de l'audace du Festival d'Angoulême 2012 pour Teddy Beat de Morgan Navarro (troisième titre de la collection « BDcul »)[7]
- 2013 :  Troféu HQ Mix de la meilleure BD étrangère[17]
- 2022 : prix révélation du festival d'Angoulême pour La Vie Souterraine de Camille Lavaud Benito
- 2023 : prix Charlie Schlingo pour Stupide Mâle Blanc d'Éric Salch

## Auteurs
Les Requins Marteaux ont notamment publié des œuvres de : 
- Alëxone
- Fred Andrieu
- Nine Antico
- B-gnet
- Alex Baladi
- Gilles Barbier
- Hugues Barthe
- Denis Bourdaud
- Lilian Bourgeat
- Guillaume Bouzard
- Émile Bravo
- Ivan Brun
- Blexbolex
- Étienne Charry
- Cizo
- Jean-Louis Costes
- Ludovic Debeurme
- Pierre Druilhe
- Lucie Durbiano
- Quentin Faucompré
- Jampur Fraize
- Gabriel Hernández
- Jano
- Killoffer
- Julien Lacombe
- Lindingre
- Sébastien Lumineau
- Luz
- Antoine Marchalot
- Léon Maret
- Jean-Christophe Menu
- Hugues Micol
- Mrzyk & Moriceau
- Morvandiau
- Jérôme Mulot
- Tommi Musturi
- Morgan Navarro
- Nix
- Delphine Panique
- José Parrondo
- Aude Picault
- Marc Pichelin
- Joe G. Pinelli
- Michel Pirus
- Placid
- Pieter De Poortere
- Anouk Ricard
- Florent Ruppert
- Mathieu Sapin
- Charlie Schlingo
- Philippe Squarzoni
- Tanxxx
- Olivier Texier
- Lionel Tran
- Lewis Trondheim
- Troubs
- Amandine Urruty
- David Vandermeulen
- Vincent Vanoli
- Bastien Vivès
- Vuillemin
- Willem
- Winshluss

### Documentation
- Quentin Girard, « BD, du cul sur la commode », Libération,‎ 27 mars 2020 (lire en ligne).